# Caso Leandro Bossi
O Caso Leandro Bossi se refere ao desaparecimento do menino Leandro Bossi (Guaratuba, 23 de fevereiro de 1984), então com 7 anos, em 15 de fevereiro de 1992 na cidade Guaratuba, litoral do Paraná. Os restos mortais da criança só foram identificados 30 anos após seu sumiço, em junho de 2022. Até o presente momento, o caso continua sem solução.
Leandro desapareceu numa época em que o Paraná lidava com uma onda de desaparecimentos de crianças. Alguns destes casos foram solucionados, mas outros tantos não. Em 2017, dos 28 casos de desaparecimento de crianças em aberto no Paraná, nove eram dos anos 1990 e quatro da década de 1980, ou seja, havia 13 crimes destas décadas ainda sem solução. Também nesta época, a traficante de crianças Arlete Hilu atuava nos estados do Paraná e Santa Catarina.

## Desaparecimento
Filho de João Bossi, um pescador, e Paulina Bossi, que trabalhava num hotel local, Leandro desapareceu durante um show de Moraes Moreira na cidade onde morava, no dia 15 de fevereiro de 1992, apenas 8 dias antes de seu 8° aniversário. Os pais estavam no trabalho na hora do incidente, mas ao notarem que o filho havia desaparecido, notificaram a polícia.

## Investigações
Meses depois, em 6 de abril de 1992, outro menino, Evandro Caetano, sumiu na mesma cidade. Seu corpo foi encontrado no dia 11 de abril seguinte num matagal. Em fevereiro de 1993, a ossada de outra criança é encontrada próximo ao local da descoberta do corpo de Evandro. À época, o pai de Leandro identificou as roupas junto aos restos mortais como sendo as de seu filho, mas um exame de DNA indicou que o corpo era o de uma menina. Novos exames, feitos em 2022, no entanto, revelaram que se tratava mesmo do menino desparecido.
Lucas Bossi, irmão de Leandro, falou à época da descoberta: É um sentimento de traição, como se a gente não tivesse direito à Justiça. Toda verdade deveria ser revelada há 30 anos e fomos privados disso. Se era a ossada que existia naquele momento, o que impede de achar que esse exame de DNA de agora não está errado? Ficamos 30 anos sem enterrar o corpo, sem poder fazer algo com aquele saco que só tem 'restinho' dele. Meu pai faleceu sem saber disso, sem enterrar o Leandro. Estamos em um estado de choque".
A família de Leandro, principalmente seu pai, jamais deixou de procurar por ele e em 1996 uma criança encontrada em Manaus foi apresentada como sendo o menino desaparecido. João chegou a reconhecer o menino como seu filho e a criança conviveu com a família por duas semanas. A farsa, no entanto, caiu por terra após um exame de DNA: tratava-se de Diogo Moreira Alves, que depois foi devolvido à mãe biológica.
Em 10 de junho de 2022, o governo do estado do Paraná afirmou que uma ossada analisada corresponde com o material genético de Leandro Bossi.

### Críticas ao trabalho policial
Além do erro na identificação da ossada, só elucidado 30 anos depois, para o especialista em criminologia e professor do curso de Direito da Pontifícia Universidade Católica do Paraná (PUC-PR) Michael Miyazaki houve erro também na coleta e guarda dos vestígios encontrados, o que torna difícil a elucidação do caso.